# 태평양 제도 신탁통치령의 국기

태평양 제도 신탁통치령의 국기.

태평양 제도 신탁통치령의 국기는 1965년에 채택되었다. 국기는 하늘색 바탕에 6개의 하양색 별이 원형을 그리고 있다. 6개의 별은 태평양 제도 신탁통치령의 6개 지역인 북마리아나 제도, 마셜 제도, 야프섬, 추크 라군, 폰페이섬, 팔라우를 상징한다. 하늘색 바탕은 자유와 충성을 의미한다.
국기는 야프섬에 거주하는 공무원인 곤잘로 산토스가 디자인했다. 이후 그의 국기는 채택되었고, 그는 보상으로 250 달러를 받았다. 산토스의 디자인은 1962년 10월 3일, 비공식 의회인 미크로네시아 의회의 승인을 받았으며 10월 24일에 처음으로 계양되었다. 이 국기는 태평양 제도 신탁통치령 고등판무관과 1965년 7월 미크로네시아 의회에서 사용되었다. 국기는 1965년 8월 19일, 공식적으로 채택되었다.
국기는 1980년대 초반까지 사용되었다.

## 역대 국기

1947년부터 1965년까지 사용되었던 유엔기.
1944년부터 신탁통치령이 해체될 때까지 사용되었던 미국의 국기.

## 같이 보기
- 북마리아나 제도의 기
- 마셜 제도의 국기
- 미크로네시아 연방의 국기
- 팔라우의 국기